# Tegelbrukshagen
Tegelbrukshagen är ett naturreservat i Gnesta kommun  i Södermanlands län.
Området är naturskyddat sedan 2018 och är 31 hektar stort. Reservatet ligger vid sjön Likstammens nordöstra del och består av gammal barrskog, tall på höjder och gran längre ner.